# Thomas Benjamin Cooray
Thomas Benjamin Cooray né à Negombo (Sri Lanka) le 28 décembre 1901 et décédé à Colombo, le 29 octobre 1988, est un ecclésiastique srilankais, membre de la congrégation cléricale des Oblats de Marie-Immaculée, qui est archevêque de Colombo. Il est fait cardinal en 1965.

## Biographie
Après son ordination sacerdotale, le P. Cooray fait du travail pastoral dans l'archidiocèse de Colombo. En 1945 il est nommé archevêque titulaire de Preslavus (de) et évêque coadjuteur avec droit de succession de Colombo et est consacré le 14 décembre de la même année par Léo Kierkels avec comme co-consécrateurs Edmund Peiris (en) et Bernardo Regno (de). Il succède à l'archevêque de Colombo en 1947. 
Il participe au IIe concile œcuménique du Vatican de 1962 à 1965, le pape Paul VI le crée cardinal lors du consistoire du 22 février 1965. Cooray résigne le gouvernement de son archidiocèse le 30 juin 1976. Il participe aux conclaves de 1978, lors desquels Jean-Paul Ier et Jean-Paul II sont élus.

## Succession apostolique
Thomas Benjamin Cooray a ordonné les évêques suivants :
- Évêque Anthony de Saram (de) (1963)
- Évêque Frank Marcus Fernando (de) (1965)
- Évêque Edmund Joseph Fernando (de), O.M.I. (1968)
- Archevêque Oswald Gomis (de) (1968)
- Archevêque Nicholas Marcus Fernando (de) (1977)
- Évêque Don Sylvester Wewitavidanelage (de) (1982)